# Wenzel Jamnitzer

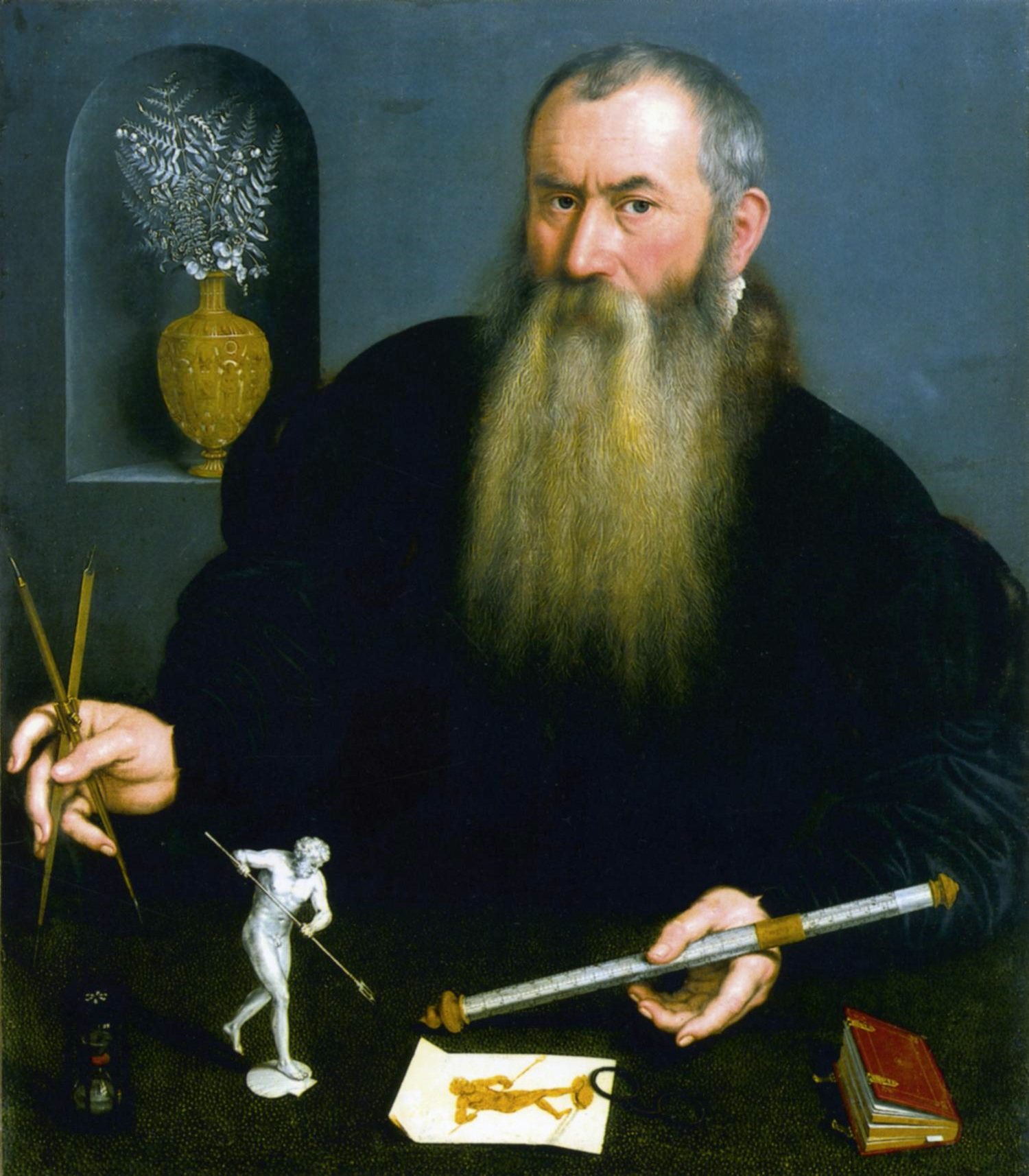
Wenzel Jamnitzer (Nicolas Neufchatel, 1562/63).

Wenzel Jamnitzer, född omkring 1508, död 19 december 1585, var en tysk guldsmed. 

## Biografi

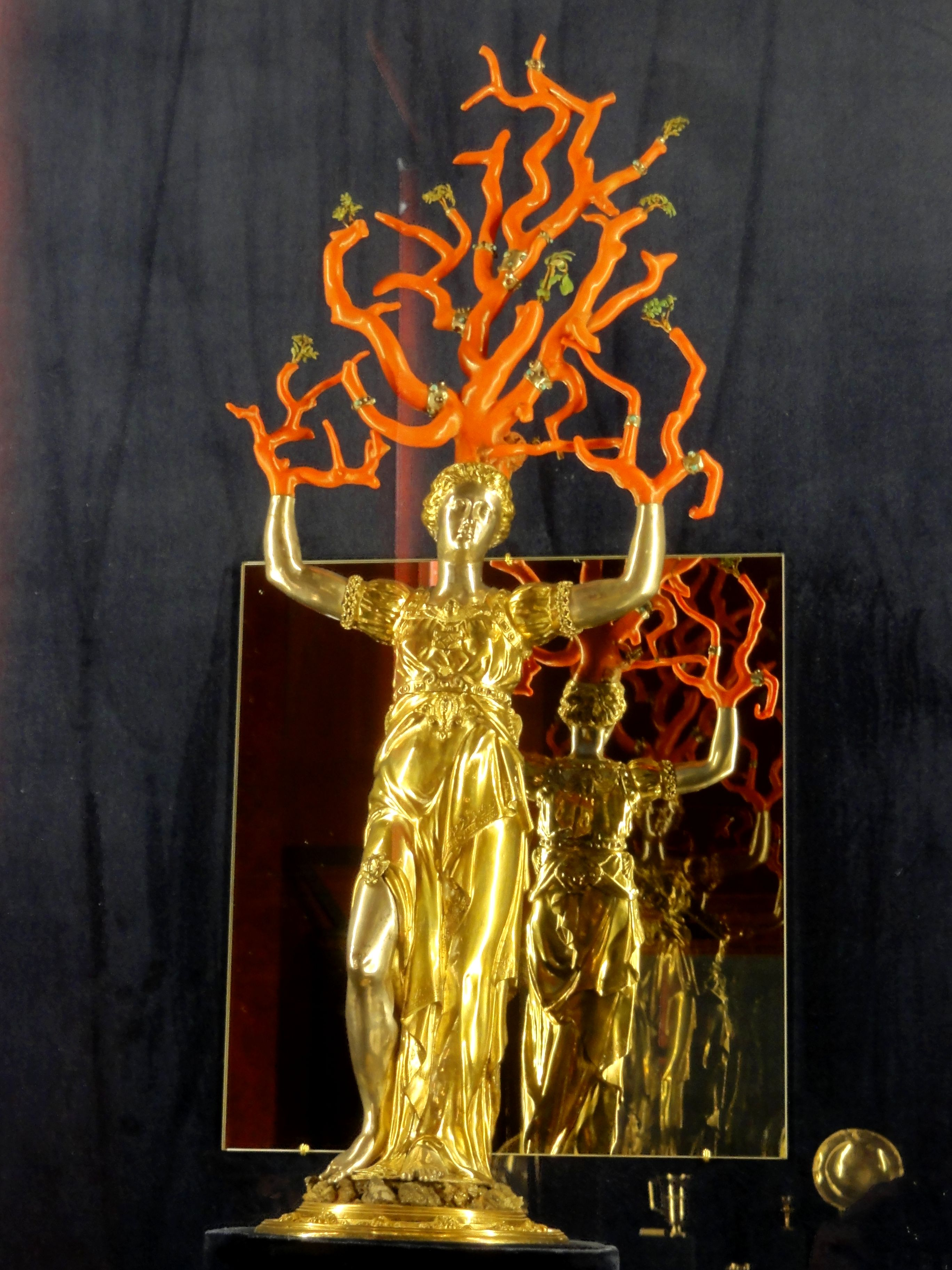
Daphne, Nürnberg -1550

Wenzel Jamnitzer tillhörde en känd guldsmedsfamilj i Nürnberg. Hans bror Albrecht Jamnitzer (död 1555), var även han en känd guldsmed, liksom Wenzels söner Hans Jamnitzer (ca 1538-1603) och Abraham Jamntizer, Wenzels brorson Barthel Jamnitzer (ca 1548-1596), Hans Jamnitzers son Christoffer Jamitzer (1563-1618) och dennes son Hans Christoffer Jamnitzer.  
Wenzel Jamnitzer har efterlämnat sig många skisser och utkast. Av hans många verk, bland annat som hovguldsmed åt kejsarna Ferdinand I och Rudolf II samt ärkehertig Ferdinand av Tyrolen är idag endast 26 kända. Jamnitzer var också teckningsmästare, skrev lärobäcker i matematik och fysik och konstruerade en maskin för studium av perspektiv.